# Bithünia uralkodóinak listája
Bithünia (Bithynia) a Római Birodalom egyik provinciája volt. Kis-Ázsiában, a mai Törökország északi részén feküdt. a római megszállás előtt független, hellenisztikus királyság volt, mely fölött az Antigonidák (Antigonosz, Nagy Sándor egyik hadvezérének, leszármazottjai uralkodtak.
| Uralkodó | Uralkodott              | Görög név               | Rokonsági fok                           |
| --- | ----------------------- | ----------------------- | --------------------------------------- |
| I. Zipoitész | Kr. e. 326 – Kr. e. 278 | Zιπoίτης vagy Zιβoίτης  | Bas fia.                                |
| I. Nikomédész | Kr. e. 278 – Kr. e. 255 | Nικoμήδης               | I. Zipoitész fia.                       |
| II. Zipoitész | Kr. e. 278 – Kr. e. 276 | Zιπoίτης vagy Zιβoίτης  | I. Zipoitész fia.                       |
| Etazéta | Kr. e. 255              | Εταζέτα                 | I. Nikomédész második felesége, régens. |
| Ziaélasz | Kr. e. 255 – Kr. e. 228 | Ζιαήλας                 | I. Nikomédész fia.                      |
| I. Prusziasz Khólosz | Kr. e. 228 – Kr. e. 182 | Προυσίας Α' ὁ Χωλός     | Ziaélasz fia.                           |
| II. Prusziasz Künégosz | Kr. e. 182 – Kr. e. 149 | Προυσίας Β' ο Κυνηγός   | I. Prusziász fia.                       |
| II. Nikomédész Epiphanész | Kr. e. 149 – Kr. e. 128 | Νικομήδης Β' ὁ Ἐπιφανής | II. Prusziász fia.                      |
| III. Nikomédész Euergetész | Kr. e. 128 – Kr. e. 94  | Νικομήδης Εὐεργέτης     | II. Nikomédész fia.                     |
| IV. Nikomédész Philopatór | Kr. e. 94 – Kr. e. 75   | Νικομήδης Δ' Φιλοπάτωρ  | III. Nikomédész fia.                    |
| Kr. e. 94-ben Cnaeus Pompeius Magnus meghódította Bithüniát, és ezzel véget vetett a közel százhúsz éves királyság önállóságának. |                         |                         |                                         |